# Pesto (cidade)

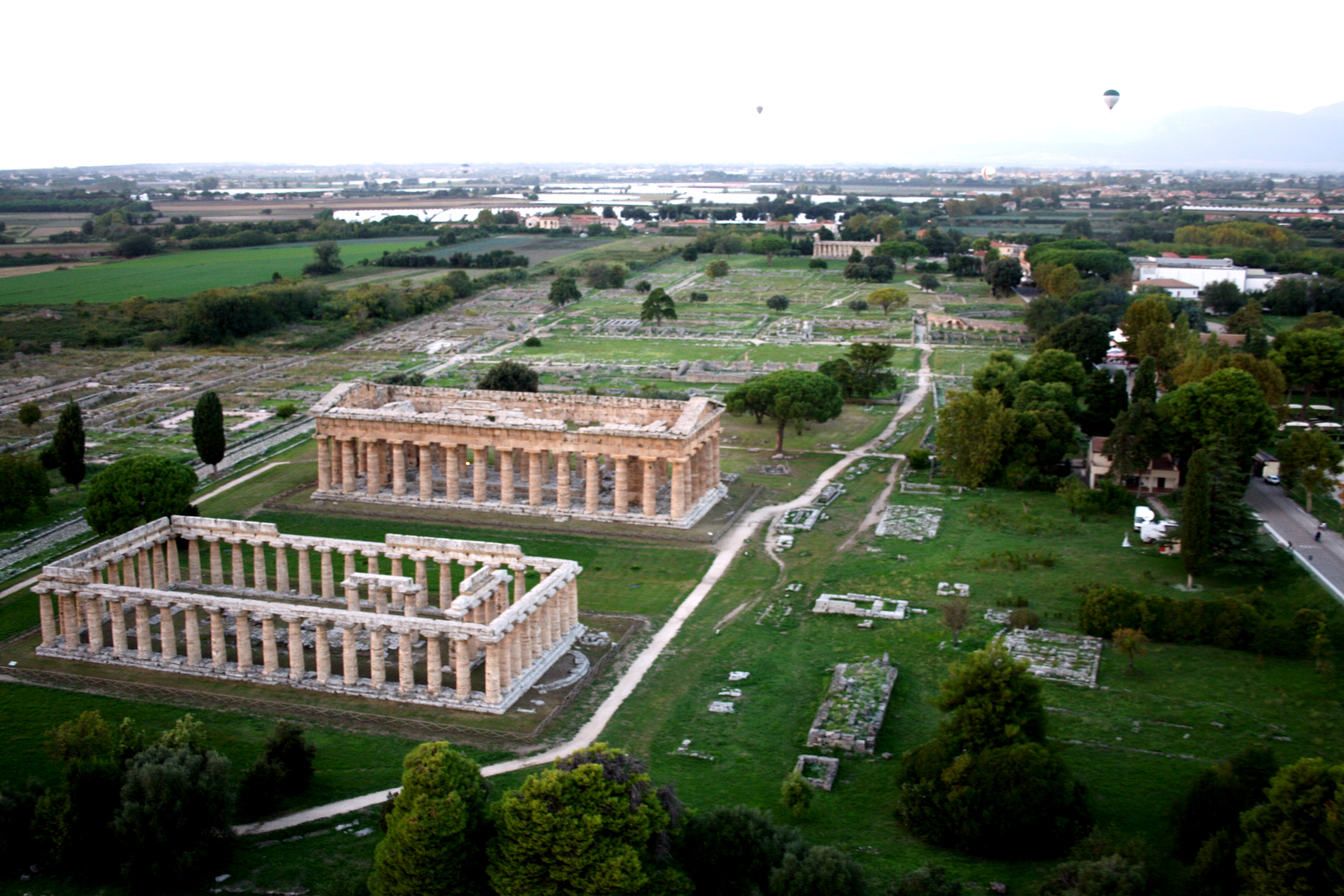
Templos de Hera e Posidão em Pesto

Pesto (em latim: Paestum, do arcaico Paiston) foi uma grande cidade da Magna Grécia, localizada no sul da Itália, na região da Campânia, pertencendo hoje à comuna de Capaccio.
Foi fundada no fim do século VII a.C. por colonos de Síbaris, e foi originalmente chamada de Posidônia. Continuou a prosperar durante o Império Romano, recebendo privilégios especiais. A partir do século IV d.C. começou a declinar e foi abandonada na Idade Média. Só foi redescoberta no século XVIII. Sua importância está nas ruínas que preservou, sendo um famoso sítio arqueológico, com três grandes templos gregos, tumbas e outros edifícios. Foram encontrados também uma quantidade de objetos de arte e de uso diário, além de alguns dos extremamente raros exemplares de pintura da Grécia Antiga. A maior parte do sítio ainda não foi escavada. Foi declarado Patrimônio Mundial pela UNESCO.